# Rezaul Karim
Rezaul Karim (রেজাউল করিম; Chandpur, 1º luglio 1987) è un calciatore bangladese, difensore dello Sheikh Russel.

## Carriera

### Club
Ha sempre giocato nel campionato bangladese.

### Nazionale
Ha esordito in Nazionale nel 2010.